# Eugen Benz (Unternehmer)

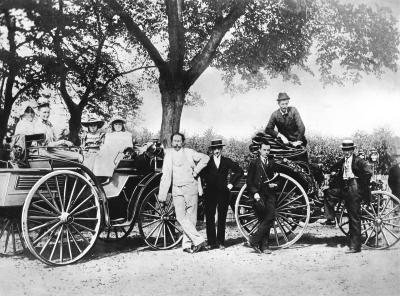
Carl Benz mit seiner Familie und dem Theodor Freiherr von Liebieg 1894

Eugen Carl Benz (* 1. Mai 1873 in Mannheim; † 9. März 1958 in Ladenburg) war ein deutscher Industrieller, Funktionär und Automobilrennfahrer.

## Biographische Daten
Eugen Benz war der erstgeborene Sohn von Carl Benz und dessen Ehefrau Bertha. Er hatte einen jüngeren Bruder – Richard Benz – und drei jüngere Schwestern.
Er heiratete am 2. Dezember 1911 in Mannheim Marie Amalie Hettesheimer (* 4. Juli 1877 in Mannheim). Das Paar hatte zwei Kinder: Anneliese Benz (verheiratete Elbe; 1913–1996) und Carl Benz (1916–1999).
Eugen Benz starb im März 1958 im Alter von 84 Jahren in Ladenburg, wo er auch beigesetzt wurde.

## Werdegang
Eugen Benz’ Vater Carl erhielt am 2. November 1886 das Patent für ein Fahrzeug mit Gasmotorenbetrieb – der Benz Patent-Motorwagen Nummer 1 gilt als der erste praxistaugliche Kraftwagen der Welt. Bei der ersten öffentlichen Ausfahrt seines Vaters mit dem Wagen am 3. Juli 1886 auf der Ringstraße in Mannheim lief Eugen Benz 13-jährig mit einer Flasche Ligorin nebenher, „um nachzuschütten, wenn das Benzin zu Ende geht“.

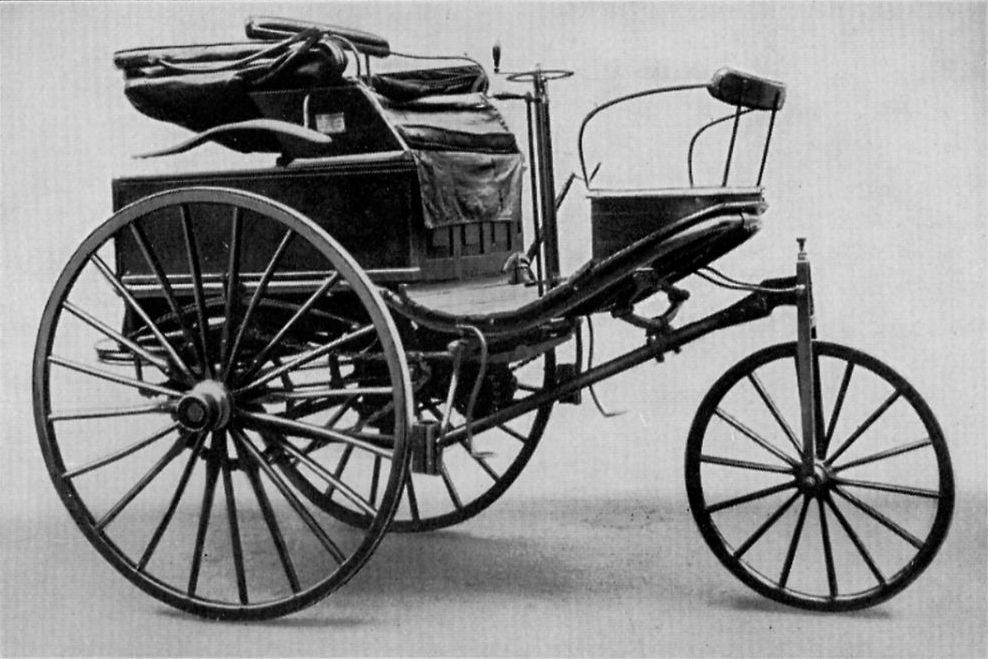
Der Benz Patent-Motorwagen Nr. 3 von 1888

Im August 1888 begleitete Eugen Benz 15-jährig zusammen mit seinem Bruder seine Mutter bei der ersten erfolgreichen Fernfahrt mit einem Automobil, die ohne das Wissen von Carl Benz stattfand. Bertha Benz absolvierte auf einem Benz Patent-Motorwagen Nummer 3 eine 106 Kilometer lange Fahrt von Mannheim nach Pforzheim und fuhr drei Tage später über eine andere Route wieder zurück. Die Fahrt trug wesentlich zum wirtschaftlichen Erfolg von Carl Benz’ Unternehmen Benz & Cie. bei.
Nach dem Abitur am Realgymnasium erwarb Benz im Betrieb seines Vaters praktische Fähigkeiten und absolvierte danach an der Technischen Hochschule Darmstadt ein Studium zum Maschinenbauingenieur. Im Jahr 1896 trat er als Betriebsingenieur bei Benz & Cie. ein. Noch im gleichen Jahr beteiligte er sich an der damals aufsehenerregenden Auto-Fernfahrt Paris–Marseille–Paris zusammen mit Fritz Erle auf einem „Benz Vis-à-Vis“. Nach einer Tätigkeit in der Schweiz, wo er sich bei verschiedenen Motoren- und Maschinenbaufirmen sowohl praktisch als auch kaufmännisch mit der Produktion von Verbrennungsmotoren vertraut machte, kehrte er zu Benz & Cie. nach Mannheim zurück und betätigte sich bei im Bau von Stationärmotoren. Unter anderem entwickelte er die ersten in Deutschland gebauten Sauggasmotor.
Im Jahre 1899 wurde die Firma Benz & Cie. in eine Aktiengesellschaft umgewandelt und Eugen Benz fungierte fortan als Prokurist das AG. Im gleichen Jahr gründete er den Rheinischen Automobil-Club, dessen erster Vorsitzender er jahrelang war. Unter seiner Leitung fanden die Rennen nach Pforzheim, die Königstuhl-Bergrennen und zahlreiche Zuverlässigkeitsfahrten statt. Persönlich siegte er u. a. im Jahr 1901 beim Bergrennen Heidelberg–Königstuhl und beim Rennen Mannheim–Pforzheim–Mannheim in der Tourenwagenklasse.
1903 verließ Carl Benz die Benz & Cie., nachdem sein Geschäftspartner Julius Ganß französische Ingenieure unter der Leitung von Marius Barbarou verpflichtet hatte. Mit ihm traten auch die beiden Söhne aus dem Unternehmen aus. Im Jahr 1904 kehrte Eugen Benz nach dem Ausscheiden Barbarous als Berater zu Benz & Cie. zurück. 1906 gründete er zusammen mit seinem Vater und seinem Bruder in Ladenburg das Unternehmen C. Benz Söhne, das die Brüder Benz nach dem Ausscheiden des Vaters im Jahr 1912 als Komplementäre leiteten.
Bis zum Ersten Weltkrieg bot C. Benz Söhne im Wesentlichen nur ein Automodell an, das ständig weiterentwickelt wird. Nach Kriegsende wurde die Produktion mit den Vorkriegsmodellen wieder aufgenommen und 1923/24 aus Mangel an Wirtschaftlichkeit endgültig eingestellt. Danach konzentrierte sich das Unternehmen bis zur Einstellung im Jahr 2010 auf die Automobilzulieferung.
Im Jahr 1955 erhielt er zusammen mit seinem Bruder Richard stellvertretend für Carl Benz die Rudolf-Diesel-Medaille des Deutschen Instituts für Erfindungswesen.